# Канли
Канли́ (рос. Канлы, башк. Ҡаңлы) — село у складі Кушнаренковського району Башкортостану, Росія. Входить до складу Ахметовської сільської ради.
Населення — 208 осіб (2010; 244 у 2002).
Національний склад:
- удмурти — 89 %

В радянські часи село називалось Канди.